# E 37500
Les E 37500 sont des locomotives électriques construites par Alstom pour deux opérateurs privés ferroviaires européens, Europorte et CB Rail. Elles appartiennent à la famille des Prima aux côtés des BB 27000, BB 27300 et BB 37000 de la Société nationale des chemins de fer français (SNCF). Europorte exploite ces engins pour son compte, tandis que CB Rail les loue à plusieurs opérateurs privés européens, dont Europorte.

## Caractéristiques
Ces locomotives sont en tous points similaires aux engins BB 37000 de la SNCF.

## Effectif

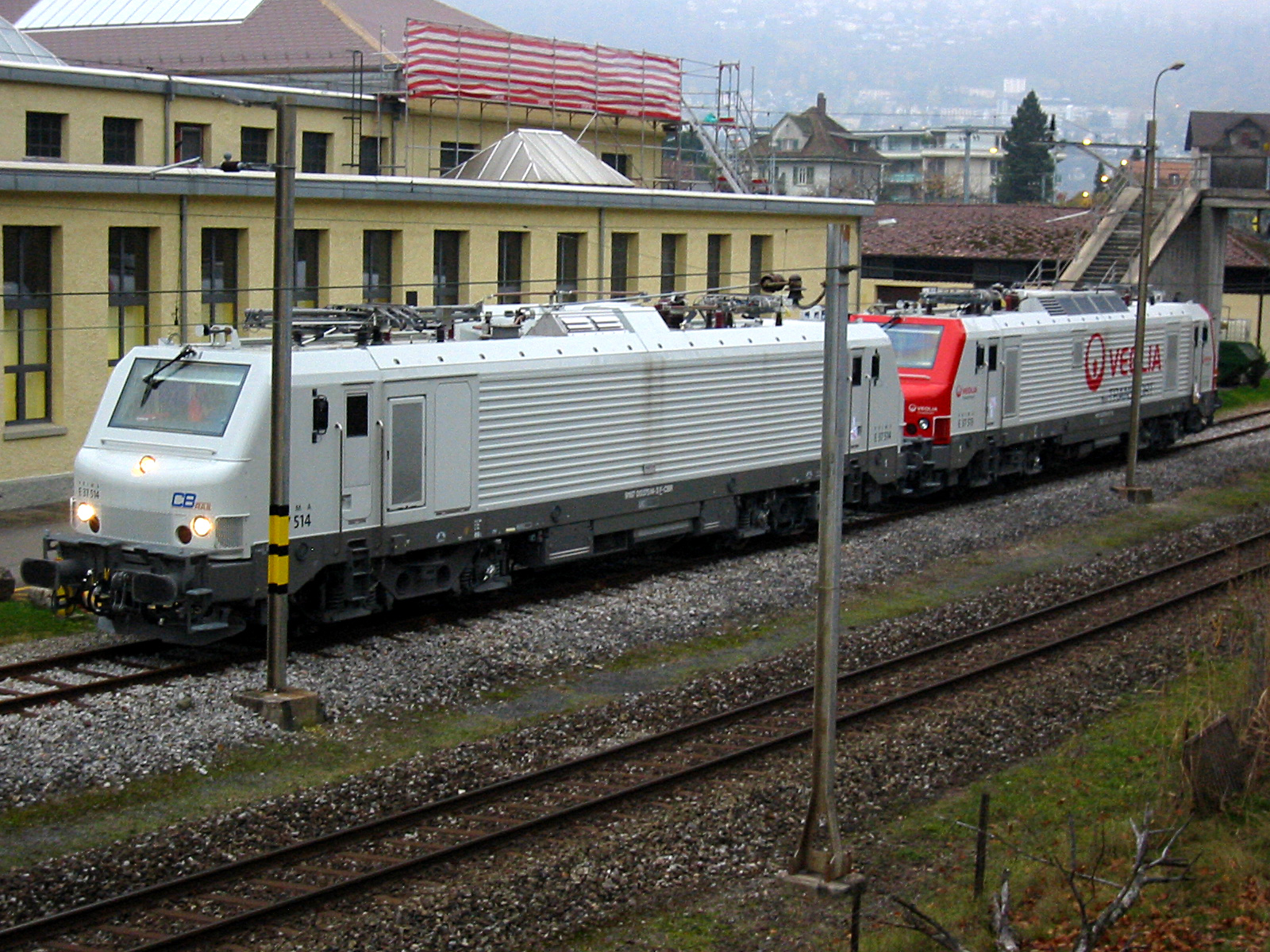
Deux E 37500 de CB Rail et de Véolia en gare de Bienne, en Suisse.

31 E 37500 ont été construites pour Veolia Cargo (E 37501 à 37507) et CB Rail (E 37508 à 37531). Veolia Cargo France ayant été racheté par le groupe Eurotunnel, les engins lui appartenant sont désormais la propriété d'Europorte, filiale d'Eurotunnel. Certaines machines CB Rail ont été rachetées[réf. nécessaire] ou louées par Europorte, les dernières E 37500 CB Rail restantes circulent maintenant en Allemagne.

## Dépôts titulaires

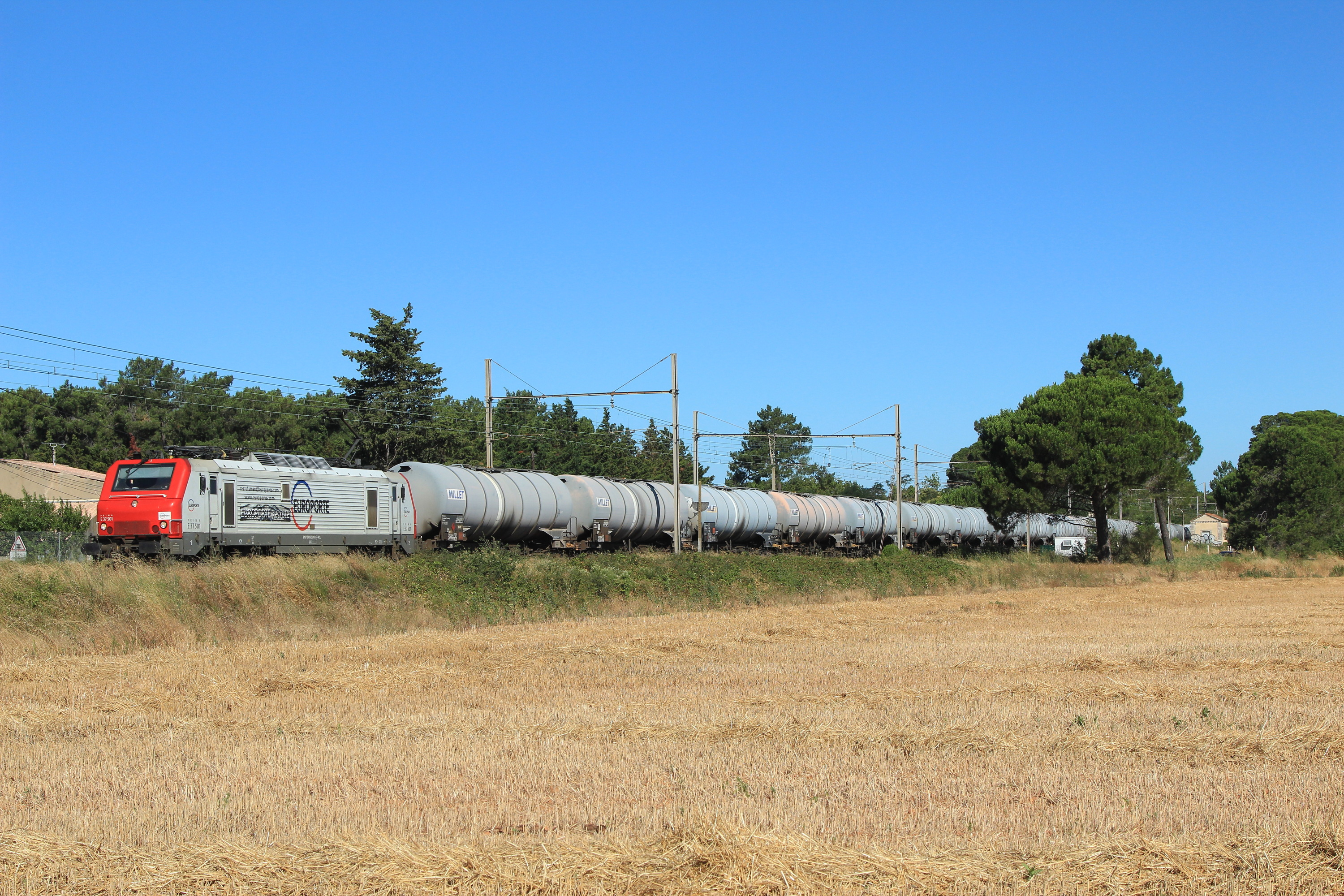
Une E 37500 d'Europorte tractant des wagons citernes Millet dans le sud de la France.

Les 31 E 37500 sont gérées par contrat des deux opérateurs ferroviaires privés par la « Supervision technique de flotte tiers (Masteris) » (abrégé « SFT ») de la SNCF.

## Modélisme
Les E 37500 sont représentées en modélisme en H0 par la marque Mehano. Les E 37500 sont annoncées par OsKar (HO) et Rocky-Rail (N) pour le courant de l'année 2015.